# Hochneukirchen-Gschaidt
Hochneukirchen-Gschaidt – gmina targowa w Austrii, w kraju związkowym Dolna Austria, w powiecie Wiener Neustadt-Land. Według danych Austriackiego Urzędu Statystycznego liczyła 1 636 mieszkańców (1 stycznia 2014).